# Sony Ericsson Open 2008
Die Sony Ericsson Open 2008 waren ein Tennisturnier der WTA Tour 2008 für Damen und ein Tennisturnier der ATP Tour 2008 für Herren in Miami, welche zeitgleich vom 26. März bis 6. April 2008 in Miami, Florida stattfanden.

## Herrenturnier
→ Hauptartikel: Sony Ericsson Open 2008/Herren
→ Qualifikation: Sony Ericsson Open 2008/Herren/Qualifikation

## Damenturnier
→ Hauptartikel: Sony Ericsson Open 2008/Damen
→ Qualifikation: Sony Ericsson Open 2008/Damen/Qualifikation